# Chaminé algarvia

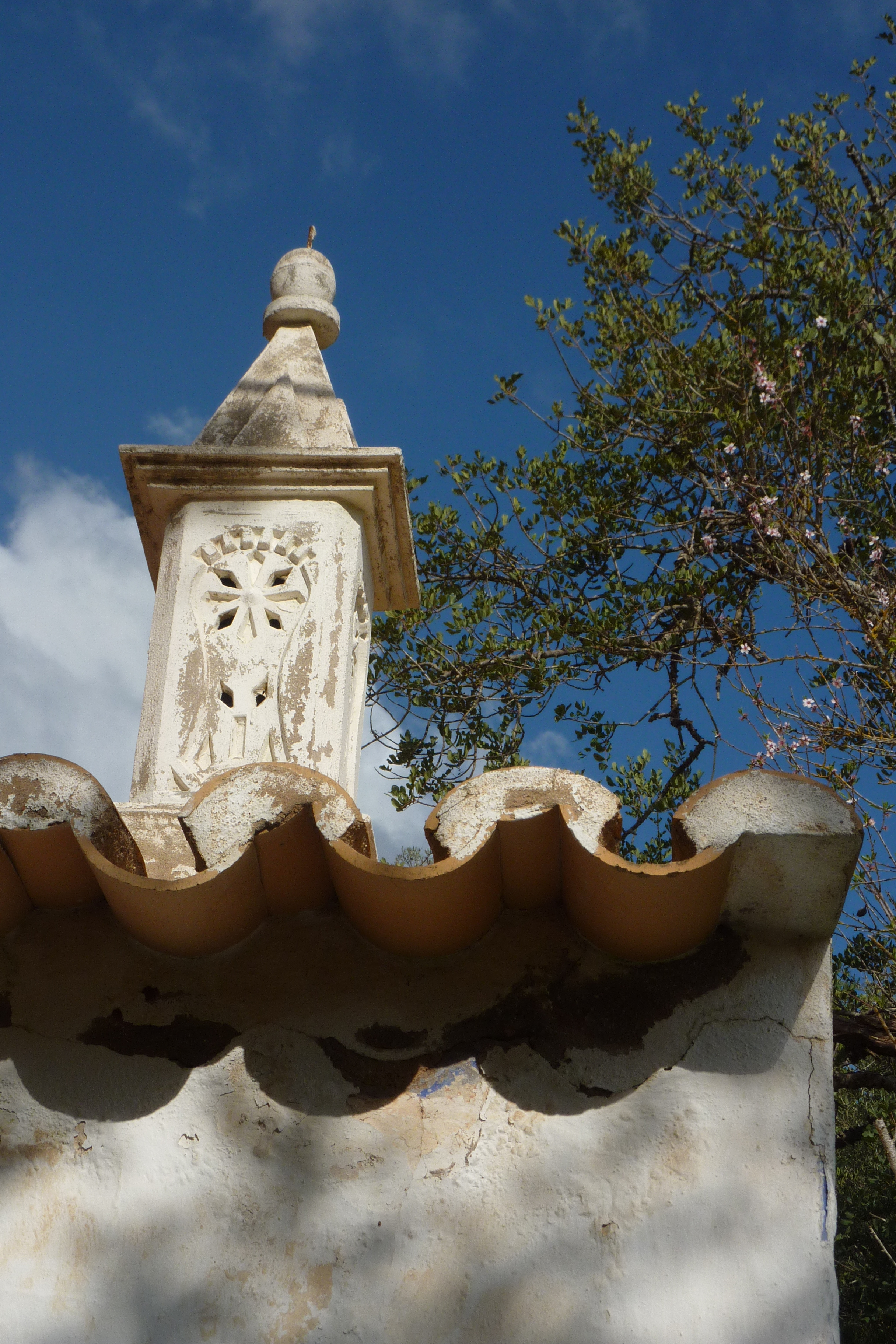
Chaminé algarvia na vila de Estômbar, concelho de Lagoa.

A Chaminé algarvia refere-se a um elemento da arquitectura tradicional da região do Algarve, no Sul de Portugal.

## Descrição

### Importância
Este tipo de chaminé tornou-se um ex-libris do Algarve, devido à sua ominipresença do ponto de vista geográfico, abrangendo toda a região, desde o Cabo de São Vicente até à fronteira com Espanha, e por ter sido instalado em todo o tipo de imóveis, desde as grandes quintas e palácios até às residências mais humildes, e também em edifícios públicos, como esquadras da polícia. Além da sua disseminação pelo território, também são considerados como um elemento de interesse da arquitectura regional devido ao seu formato, em geral muito elaborado e rico em pormenores formais, ao contrário do que surge no resto do país, embora tenham fortes ligações a alguns tipos da chaminé alentejana. Ao mesmo tempo, a riqueza dos seus detalhes é um testemunho do elevado grau de sentido decorativo e atenção ao detalhe que atingiram os artistas da região.

### Tipos de chaminés

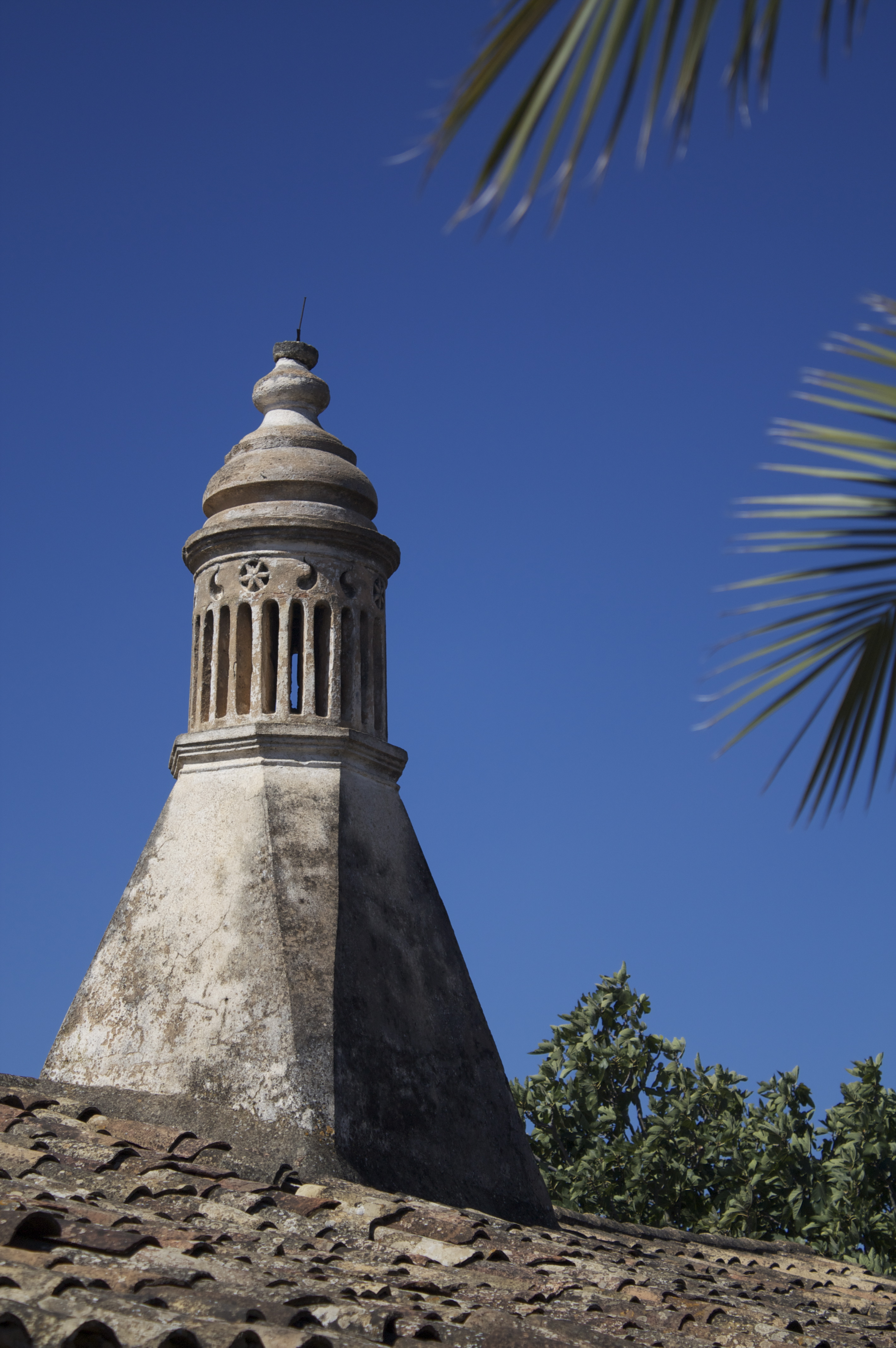
Chaminé em torre cilíndrica

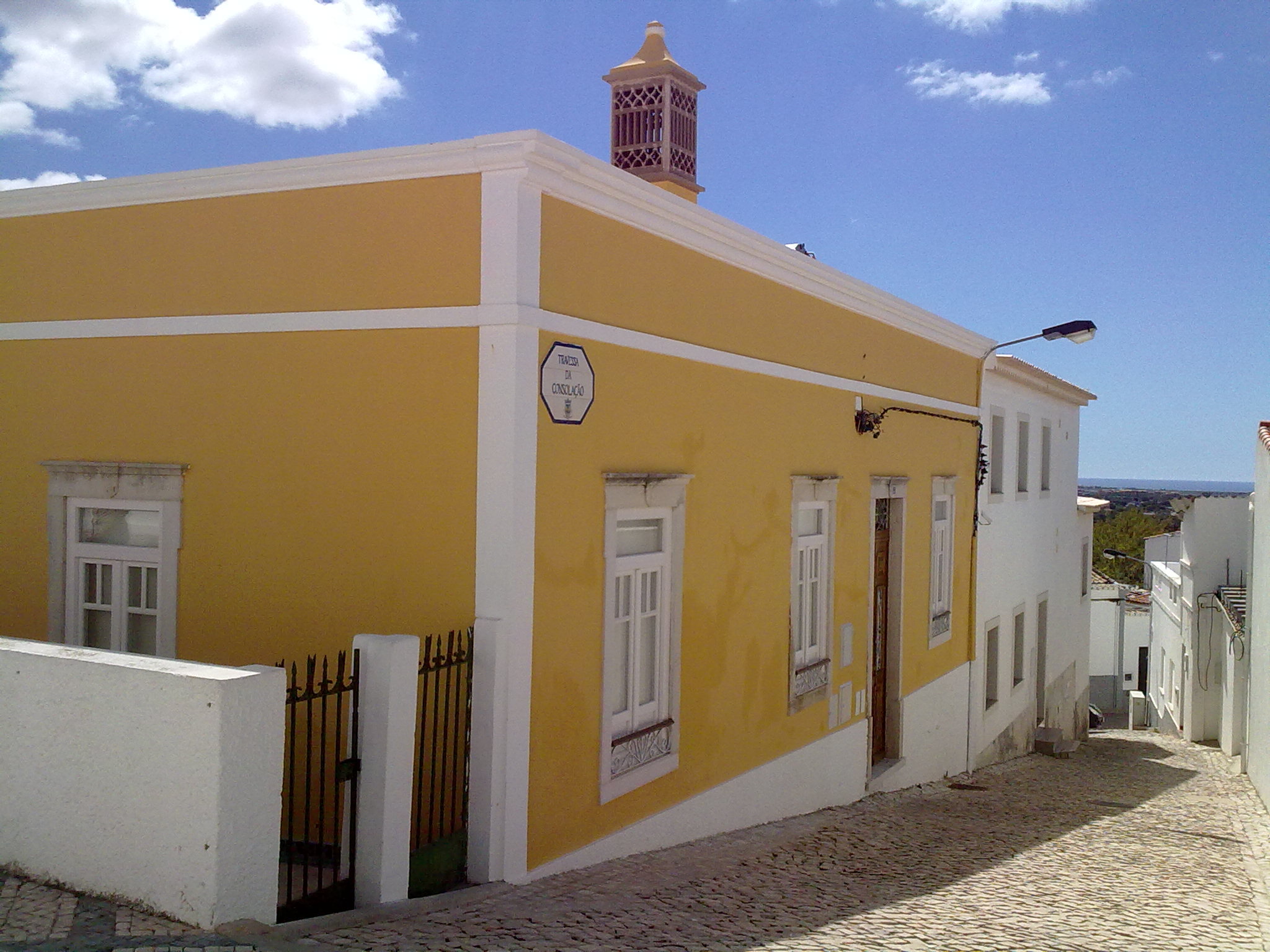
Casa em Boliqueime com platibanda e chaminé algarvia

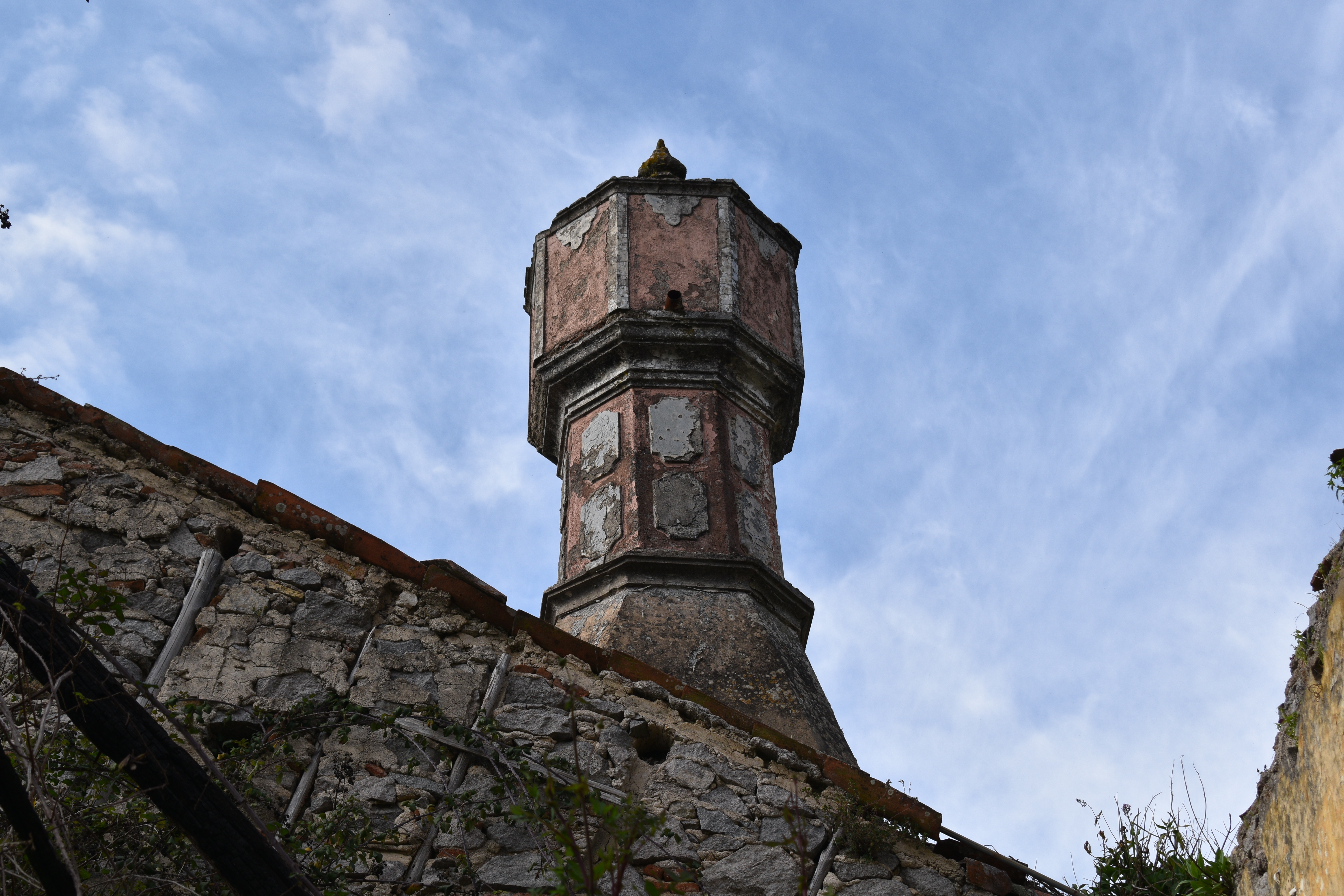
Chaminé de balão numa casa junto a Monchique.

Um dos tipos principais é conhecido como de balão, formado por um volume cónico, rematado por um elemento cilíndrico fechado, protegendo desta forma as saídas de fumo internas e no centro. Um dos principais exemplares situa-se na vila de Monchique, junto à estrada para as termas, sendo a casa provavelmente do século XIX, com motivos ornamentais de influência romântica. Esta versão é própria do concelho, e é de grandes dimensões, geralmente formando um cilindro hexagonal, mais adaptado à configuração das lareiras naquela zona, que por vezes ocupavam toda uma parede da cozinha. A base destas chaminés é cónica, formato que permitia uma melhor circulação do fumo utilizado na defumação das carnes, que era feita na lareira. Também se encontram algumas chaminés semelhantes no Alentejo.
Uma outra categoria é de tipologia ornamental, normalmente com uma grelha cerâmica ou em massa, e com planta quadrada ou rectangular, ou um volume de forma cónica ou cilíndrica. Duas chaminés deste tipo encontram-se na Rua 5 de Outubro, em Paderne, a primeira numa casa de dois pisos, e que apresenta uma grelha em cerâmica ou massa, enquanto que a segunda faz parte de um imóvel de três pisos com dois óculos na fachada, e consiste num elemento de planta rectangular boleada. Na mesma artéria de Paderne situa-se um terceiro tipo de chaminé, de construção mais recente, e decorada com motivos geométricos e angulosos, formando neste caso a letra V.
Principalmente na área do barrocal, a chaminé ficava muito perto da fachada, uma vez que geralmente a cozinha ficava na frente da casa.
No artigo Chaminés de Portugal, publicado em 1929 na revista Alma Nova, Luís Chaves referiu que «as chaminés mais airosas são as do Sul, alentejanas e algarvias, onde predominam formas de tôrre e minarete, restos mouriscos aqui e ali mais ou menos misturados com vestigios de construções do século XVIII, num perfil ao mesmo tempo de atalaia bélica e pombal branquíssimo. Reduzem-se, de uma maneira geral, a dois tipos: - o primeiro, equiparado ao tipo nacional em forma de arca, alongada; - o segundo, mais caracteristico, é turriforme, quer circular quer rectangular. E como tipo misto, aparecem as chaminés arciformes de alto porte, prismáticas umas, piramidais truncadas outras». As chaminés do primeiro tipo, em forma de arca, «são rectangulares, alongadas, em geral mais altas do que no Norte, consoante dito já. A fumarada sai, como no resto do país, por fendas no alto, sem resguardo ou resguardadas por telhas, e por fendas laterais encobertas por uma telha ou gradeadas de tijolo». O segundo tipo, em torre, foi subdivido pelo autor em várias categorias: as prismáticas «teem o aspecto de torres. Umas são de secção rectangular quási sempre quadrada, de Estremoz, outras cilíndricas. Terminam aquelas em tejadilho ou dispositivo piramidal; outras conservam-se prismáticas, mas teem por cima outra de secção menor, a rematar em pirâmide. As faces do remate são planas, ou curvas, e às vezes é o remate envolvido por um envólucro [sic] cúbico. A expulsão do fumo obtem-se no alto por intervalos resguardados pelo capêlo, ou por fendas laterais. As águas acumuladas à volta do capêlo, no reservatório que pode formar-lhes o alargamento superior da moldura em ar de capitel, correm por falhas e saem por um ou mais tubos do cano por face. Aparecem formas truncadas, truncaduras e rebatimentos, torres de curto porte, vistas igualmente algures, Coimbra por exemplo». Quanto às torres cilíndricas, descreve-as como «verdadeiros torreões», em que «o fuste, mais ou menos alto, é coberto pelo capêlo, ou alarga como em capitel, onde encaixa o capêlo, coroado pelo remate de um florão ou borla esférica». Neste tipo de chaminés, «as saídas do fumo fazem-se por fendas altas em toda a periferia do fuste, entre molduras, ou pelo intervalo deixado entre o capêlo e a base larga formada pelo capitel, ou ainda por fendas, boeiros, alpendrados ou não, abertos no capêlo». Classificou as torres como «esbeltíssimas», onde «os ressaltos formam molduras, e dão à cor branca da cal [...] sombras de aguarela. As chaminés cilíndricas recordam de longe colunas com o seu capitel, poisadas ao sol nos telhados. [...] as outras, quadradas, imitam como as de Itália torres castelãs e pombais. Este modêlo último, em formas que poderíamos chamar clássicas, é frequentíssimo em povoados com edifícios de Setecentos e seus arredores, como Extremoz, Sousel, Borba, etc. O seu tradicionalismo é assim bem mais recente do que o das chaminés arciformes, se de facto é uma influência localizada pelos construtores do século XVIII, ou seja mesmo uma esquematização encontrada nos modelos velhos de um mudejar alentejano-algarvio encontrado em dispersão».
Grande parte das chaminés tradicionais ostentam a data de construção, prática que parece ter-se iniciado nos finais do século XIX e continuado até à transição para o século XXI, e que é de grande utilidade no estudo do edifício, e a sua classificação em épocas distintas Um dos exemplos mais antigos é a Casa das Rosas, na estrada de Santa Bárbara de Nexe para São Brás de Alportel e Loulé, construída em 1877 ou 1897, seguindo-se uma casa na estrada entre Loulé e Salir, com a data de 1893 na chaminé, e finalmente uma casa de dois pisos na Rua 25 de Abril, em São Bartolomeu de Messines, com a datação de 1897. Quanto ao século XX, numa casa em ruínas entre Faro e Loulé encontra-se uma chaminé de planta cilíndrica com a data de 1908, na Rua do Castelo, em São Marcos da Serra, situa-se uma habitação recuperada, cuja chaminé ostenta a data de 1909, e no sítio do Alto Fica, no acesso entre Benafim e Boliqueime, localiza-se uma casa térrea com a data de 1918 na chaminé. Testemunhando a continuidade da tradição, numa casa à saída de São Marcos da Serra encontra-se uma chaminé ostentando a data de 2004.

### Exemplos
Alguns dos exemplos mais destacados de chaminés na região incluem a Casa do Poeta Dr. Cândido Guerreiro, em Faro, o conjunto da Aldeia das Açoteias, em Albufeira, desenhada por Vítor Palla, e a Quinta do Caracol, em Tavira, que apresenta uma chaminé «elaborada num desenho delicado e qualificado». Em Alte, situam-se pelo menos duas casa com chaminés de interesse, uma destas em frente à Capela de São Luís, e em São Bartolomeu de Messines destaca-se a a casa de estilo neo-tradicionalista no Largo João de Deus, com duas chaminés gémeas, e o prédio entre as ruas de João de Deus e do Remexido, com uma chaminé de aparência tradicional. Na vila de Alcantarilha também se localizam vários exemplos de interesse, como a Casa da Coroa, com «chaminé turriforme com corpo munido de pequeno janelo de iluminação envidraçado, aberto no alçado sul», e a Casa do Mirante, com uma chaminé semelhante, encontrando-se entre os poucos sobreviventes desta tipologia, que no passado estavam disseminados pelo interior do Algarve e no Baixo Alentejo. Com efeito, um outro exemplar localiza-se na Casa da Rua Fria, em Almodôvar. Também em Alcantarilha, destaca-se a Casa na Rua 25 de Abril, n.º 30, com uma «chaminé turriforme, de secção clíndrica,

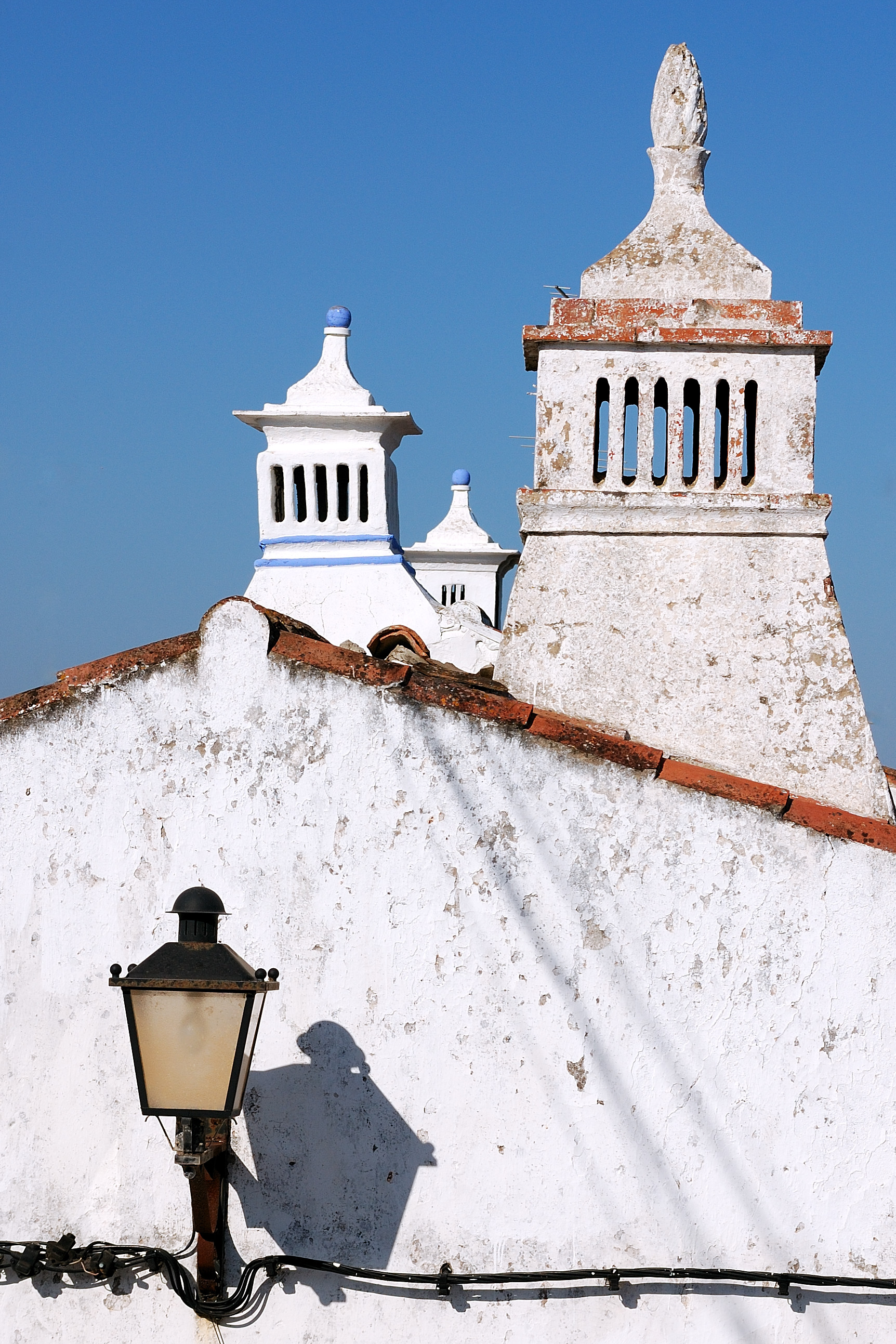
Chaminés em forma de arca, na aldeia de Cacela Velha.

## História
Apesar da tradição popular sugerir uma origem islâmica para este tipo de chaminés, na realidade são muito posteriores, só se tendo vulgarizado a partir do período barroco, nos séculos XVII e XVIII. Durante esta época veio para território nacional uma grande quantidade de ouro e diamantes oriundos do Brasil, permitindo a construção de grandes mansões e edifícios religiosos com decoração elaborada, principalmente em azulejaria. As chaminés tornaram-se um símbolo de estatuto social, com os mais abastados a instalarem estruturas mais complexas, a sendo possível observar a situação financeira da família apenas pela chaminé da casa. Eram construidas por um mestre de obras, sendo encomendadas com base num sistema de dias, ou seja, quanto mais tempo demorassem os trabalhos, quanto maior e mais elaborada ficaria a chaminé. Posteriormente começaram a ser fabricadas em maior escala, permitindo a sua introdução nas habitações mais humildes, sendo nalguns casos o único elemento decorativo de nota em todo o edifício.

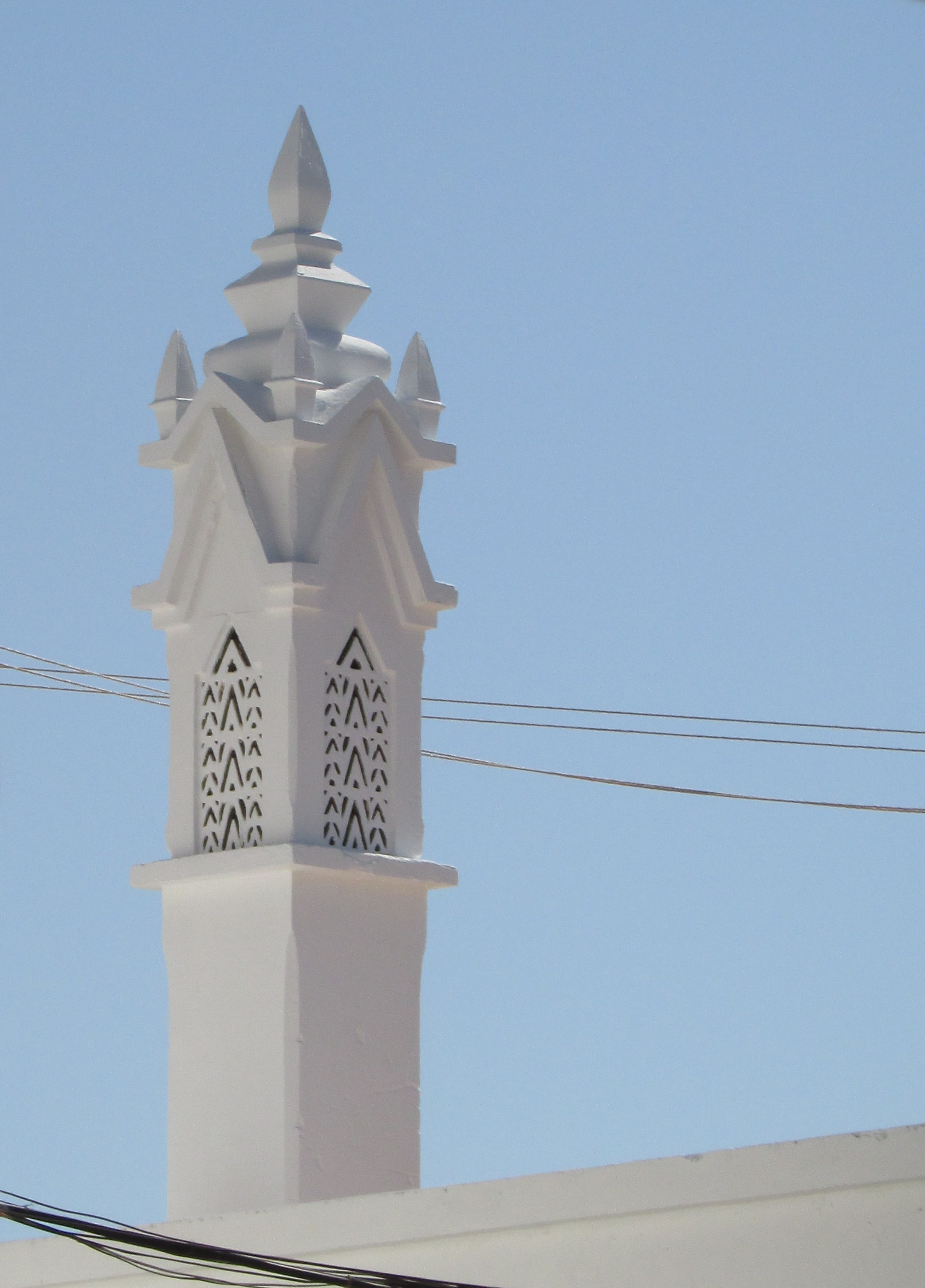
Chaminé algarvia, na povoação de Ferreiras, no concelho de Albufeira.

Num artigo publicado em 1920 na revista Illustração Portuguesa, o escritor Alberto de Sousa Costa descreveu as chaminés em Santa Bárbara de Nexe: «St.ª Barbara é o amago da região algarvia em que o culto da casa tem por motivo externo, primacial, o culto da chaminé. Em todo esse rincão verdejante, em todas as casas poisadas á borda do caminho, em todas as que se aninham no aconchego farto das hortas, não se descobrem duas casas com duas chaminés eguaes. O aforismo popular que reduz á miniatura de quatro palavras a imensidade da dlssonancia humana -cada cabeça, cada sentença- encontra ali um simile flagrante: cada casa, cada chaminé. Não ha, na verdade, duas eguaes, embora algumas sejam parecidas. Dá a impressão de que a casa algarvia é apenas um pretexto para a chaminé algarvia. A fantasia decorativa do construtôr encontra sempre um traço, um pormenor que torne esta diferente daquela, e aquela diversa da do visinho. Póde haver duas ou vinte em forma de minarête ou de agulha gotica; de relogio de xarão ou de calorífero esmaltado; de cilindro ou de losango. Póde haver vinte ou duzentas a terminarem por cobertura reproduzindo borla doutoral ou um barrête canonico. O que não deixa de haver em nenhuma delas, por mais irmãs na estrutura geral, é um capricho inédito, uma aderencia imprevista, um entalhe decorativo mantendo a cada uma a individualidade entre as demais - que são muitas, que irrompem dos telhados numa surpreendente floração de linhas e de motivos. Esse pormenor assentuado de caracter na construção algarvia - riqueza do pobre e orgulho do rico - afigura-se-me uma sobrevivencia etnica. Essas linhas fugidias, esses motivos arquitecturaes são a voz do sangue - a saudade maometana do minarête a palpitar, timidimente, no rebuço cristão da chaminé». Comentou igualmente sobre as chaminés na vila de Olhão, fazendo novamente referência às semelhanças com os minaretes islâmicos: «Para a ilusão musulmana ser completa, num povoado que não tem mais dum seculo, são verdadeiros minarêtes as chaminés a cada passo, caminhando atravez das suas ruas estranguladas, ao irromper da brancura d'um predio mais alto a agulha estilisada da chaminé, me detenho, como á espera de ver surgir o albornoz do Muezim, de ouvir anunciar a hora religiosa de Mahomet».
A chaminé mais antiga no Algarve poderá estar situada em Porches, no concelho de Lagoa, e faz parte de uma casa que pertencia à igreja local, construída em 1713. Este edifício está situado junto a um restaurante, e foi restaurado pela Junta de Freguesia de Porches em 2016, devido ao seu elevado valor patrimonial. No edifício da Casa Museu, situado nas imediações, encontra-se outra chaminé de interesse, que possui uma torre de menagem e vários motivos decorativos, incluindo uma roda com raios e uma figura humana, e que terá sido instalada em 1793. Na Rua do Correio encontra-se uma outra chaminé antiga, provavelmente construída no século XVIII, e que tem quatro faces.

## Leitura recomendada
- COSTA, Miguel Reimão Lopes da (2014). Casas e montes da serra entre as estremas do Alentejo e do Algarve: Forma, processo e escala no estudo da arquitectura vernacular. Porto: Afrontamneto. 495 páginas. ISBN 978-972-36-1383-4
- COSTA, Miguel Reimão Costa;  et al. (2020). Platibandas do Algarve 1.ª ed. Lisboa: Argumentum. 143 páginas. ISBN 978-989-8885-13-5
- MESTRE, Coelho (2018). Catálogo nexense da chaminé 1.ª ed. Santa Bárbara de Nexe: Junta de Freguesia de Santa Bárbara de Nexe. 99 páginas. ISBN 978-989-99836-4-9